# Fluttendorf (Gemeinde Mooskirchen)
Fluttendorf ist eine Ortschaft und Dorf in der Weststeiermark sowie eine Katastralgemeinde der Marktgemeinde Mooskirchen im Bezirk Voitsberg, Steiermark. Der Ort war von 1850 bis Ende 1967 eine eigenständige Gemeinde.

## Ortsname und Geografie
Der Namensteil Flutten- leitet sich von einem slawischen Familienoberhaupt oder Ortsvorsteher namens Blagota ab. Der altslawische Anlaut b- des Namens wurde bei der Eindeutschung zu einem f-. Der Ortsname bedeutet so viel wie Dorf des Blagota.
Fluttendorf liegt im südlichen und östlichen Teil der Marktgemeinde Mooskirchen, südöstlich des Hauptortes Mooskirchen, südlich der Süd Autobahn A 2, auf beiden Seiten des Kniezenbergbaches und den umliegenden Hängen. Im Nordwesten grenzt Fluttendorf an die Katastralgemeinde Mooskirchen, wobei hier zum Großteil die Süd Autobahn den Grenzverlauf markiert. Im Norden grenzt die Gemeinde Söding-Sankt Johann mit der Katastralgemeinde Großsöding an Fluttendorf, dabei markiert die Kainach stellenweise die Grenze, Fluttendorf liegt aber teilweise auch noch am nördlichen Ufer der Kainach. Die Kainach bildet im Nordosten auch die Grenze zur Marktgemeinde Lieboch. Im Osten liegt Neudorf bei Mooskirchen und im Südosten schließt sich Gießenberg an. Die Gemeinde Sankt Stefan ob Stainz mit den beiden Katastralgemeinden Pirkhof und Zirknitz liegt im Süden. Im Osten bildet der Schönwiesenbach die Grenze zu Stögersdorf. Durch Fluttendorf führen die Landesstraße L340 zwischen Mooskirchen und Lannach sowie die im Ort davon abzweigende Landesstraße L667 nach Sankt Stefan ob Stainz.
Zu Fluttendorf gehört noch die Ortschaft und Rotte Kniezenberg sowie die Einzellage Suppi und das Gasthaus Treitlerwirt. Weiters befindet sich der sogenannte Schönwald in Fluttendorf.

## Geschichte
Fluttendorf entstand im 10. Jahrhundert, also dem späten Frühmittelalter als eine bairische Siedlung. Es war anfangs ein einzeiliges, teilweise auch zweizeiliges Straßendorf mit an die Höfe anschließenden Grundstücken, welches ab dem Spätmittelalter durch Besitzteilungen und der Errichtung von Keuschen erweitert wurde. Die erste urkundliche Erwähnung erfolgte im Jahr 1197 als ein Otto de Flagutendorf genannt wird. Weitere Erwähnungen erfolgten 1212 als Flaguttendorf, 1450 als Flahutendorf und Flabutendorf sowie schließlich 1591 als Fluttendorff. Im Jahr 1212 entschädigte Reinhard von Mureck das Stift Rein mit Gütern in Fluttendorf. In den Jahren 1348 und 1349 wurde Fluttendorf von der Pest heimgesucht. Bereits 1667 wird ein Wirt in Fluttendorf erwähnt.
Die Einwohner von Fluttendorf gehörten bis 1848 zu verschiedenen Grundherrschaften, so etwa zu den Herrschaften Greißenegg, Lankowitz, Lannach und den Ämtern Mooskirchen, Gilgenbichl und Fladersbach der Herrschaft Winterhof sowie dem Amt Hötschdorf der Herrschaft Rohrbach. Die Herrschaft Altenburg hatte bis 1746 ein gesondert ausgewiesenes Amt Fluttendorf. Weiters gehörten die Einwohner teilweise auch zum von 1591 bis 1685 bestehenden Amt Mooskirchen des Bischofshof von Graz. Von 1709 bis 1757 hatte die Herrschaft Großsöding Kleinrechte in Fluttendorf. Vom 15. Jahrhundert bis 1663 gehörten auch einige Untertanen zum Amt Ungerhof des Stiftes Rein. Die Zehentrechte lagen bei den Herrschaften Deutschlandsberg, Greißenegg sowie Lannach und das Marchfutter wurde an das Marchfutteramt in Graz geliefert. Vom 16. bis zum 18. Jahrhundert erfolgten die Landesgerichts- und Richterdienste von der Herrschaft Oberwildon aus. Fluttendorf gehörte ab 1807 zum Werbbezirk der Herrschaft Groß-Söding, davor gehörte es vermutlich zum Werbbezirk der Herrschaft Lannach.
Um 1840 gab es in Fluttendorf einen ergiebigen Feldfrucht- sowie Weinbau und es wurde auch die Weber-Karde angebaut, deren Samen an Tuchfabriken in Böhmen und Mähren geliefert wurden. Zu jener Zeit gab es auch einen Gastwirt, einen Müller, zwei Schmiede, zwei Schneider, einen Schuster sowie einen Weber im Ort. Im Jahr 1850 wurde mit der Konstituierung der freien Gemeinden die eigenständige Gemeinde Fluttendorf gegründet. Während des Krimkrieges wurden im Sommer 1855 Teile des 6. Feldartillerieregiments sowie des 8. Kavalleriebataillons in Fluttendorf stationiert. Die Sittlichkeit im Ort litt so stark darunter das die Truppen bereits im Juli 1855 wieder abgezogen wurden. Im Juni 1915 wurde ein Teil des Ersatzbataillons des k.u.k. Infanterieregiments der Landwehr Pola Nr. 5 in Fluttendorf einquartiert. Im Jahr 1916 wurden zwischen Fluttendorf, Kleinsöding und Großsöding Kriegsgefangene verschoben. Im Februar 1922 wurde der Ort vom Elektrizitätswerk Mooskirchen aus elektrifiziert. Im selben Jahr entstanden durch zwei Hochwässer schwere Schäden an den Gebäuden und an der Gemeindestraße in Fluttendorf. Ein weiters Hochwasser am 4. Juli 1944 verschlammte einen Großteil der Felder.
Am 1. Januar 1948 wurde Neudorf bei Mooskirchen nach Fluttendorf eingemeindet. Am 20. August 1962 wurde die Gemeinschaftskühlanlage Fluttendorf eröffnet. Am 1. Januar 1968 kam es zur Zusammenlegung der Gemeinde Fluttendorf mit der Marktgemeinde Mooskirchen.

## Wirtschaft und Infrastruktur
Fluttendorf ist landwirtschaftlich geprägt, wobei aufgrund des klimatisch und geographisch günstigen Verhältnisse vor allem der Ackerbau eine wichtige Rolle spielt. Im 19. Jahrhundert wurde auch Wein und Weber-Karde angebaut. Im Ort gibt es die 1928 als Eier-Geflügel-Wild Erwin Draxler gegründete Draxler Geflügel-Wild GmbH.
Die Kinder des Ortes besuchen die Schulen in Mooskirchen. Zur Versorgung der Ortschaft mit Wasser wurde im Jahr 2005 die Wassergenossenschaft Fluttendorf gegründet.

## Sehenswürdigkeiten und Bauwerke

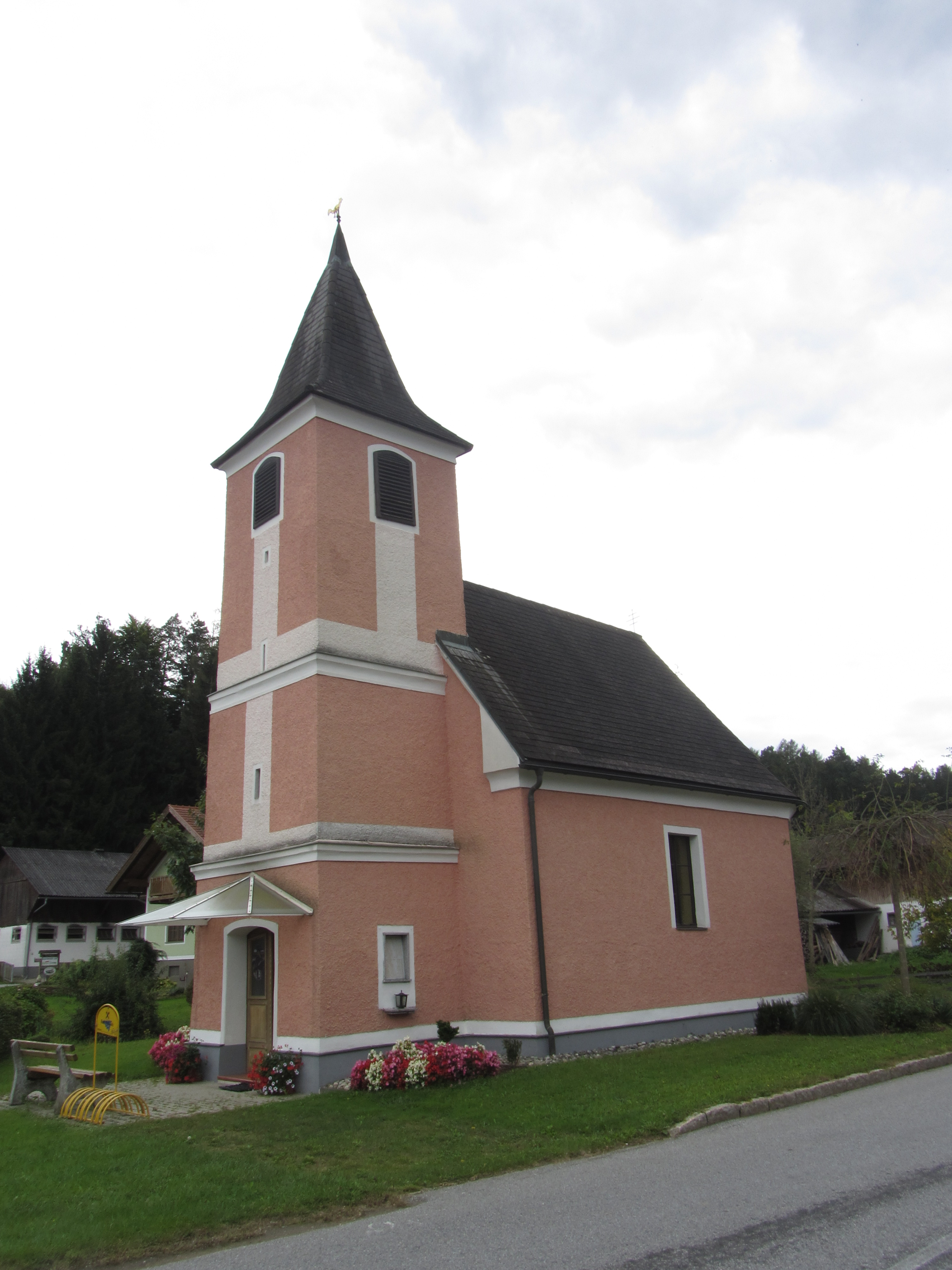
Die denkmalgeschützte Ortskapelle von Fluttendorf

Zu den bedeutendsten Bauwerken in Fluttendorf zählt die zwischen 1817 und 1828 errichtete und denkmalgeschützte Ortskapelle (Listeneintrag). Sie wurde 1830 dem Heiligen Bartholomäus geweiht und 1861 wurde ein Kreuzweg in der Kapelle geweiht. Die beiden stählernen Glocken stammen aus dem Jahr 1918. Im Jahr 1959 wurde an der Kapelle eine Gedenktafel für die Gefallenen des Ortes angebracht. Eine Generalsanierung der Kapelle erfolgte im Jahr 2000. Am Mittwoch vor Christi Himmelfahrt findet jedes Jahr eine Prozession von der Ortskapelle nach Mooskirchen und zurück statt.
Weiters findet man in Fluttendorf das am 2. September 1855 an der Stelle eines alten Kreuzes neu eingeweihte Schmiedhieslkreuz. Ein im 18. Jahrhundert errichteter, unbenannter Pfeilerbildstock mit einem nebenstehenden Kruzifix befindet sich an der Landesstraße nach Neudorf bei Mooskirchen. Seine Nische zeigt ein Bildnis der Heiligen Maria und Johannes. Beim 1,4 Meter hohen Kruzifix könnte es sich um das ehemalige vierte Evangelistenkreuz aus der Pfarrkirche Mooskirchen handeln.